# 네모토 료
네모토 료(일본어: 根本 凌, 2000년 2월 3일~)는 일본의 축구 선수이다.

## 구단 경력
그는 2020년 J1리그의 쇼난 벨마레에 입단했다. 2022년 6월 J2리그의 도치기 SC로 임대 이적했다. 2023년까지 51경기에 출전하여, 11득점을 넣었다. 2024년 쇼난 벨마레로 복귀했다.